# Верейский, Василий Михайлович Удалой
Князь Василий Михайлович Верейский по прозванию Удалой (ум. 1495/1501) — воевода во времена правления Ивана III Васильевича, в 1483 году бежал в Великое княжество Литовское.
Из княжеского рода Верейских. Старший сын удельного князя Михаила Андреевича Верейского (1432—1486) и Елены Ярославны Боровской (ум. 1486). Троюродный брат великого князя московского Ивана III Васильевича. Имел бездетного брата князя Ивана Михайловича. Оба брата удельными князьями уже не являлись.

## Биография

### Служба Ивану III
В 1468 году князь Василий Удалой выступает на сцену политической деятельности. В этом и следующих годах он участвовал в походах русских войск на Казанское ханство.
В 1471 году вместе со своим отцом, участвовал в первом походе Ивана III Васильевича. Отец и сын с дружиной осадили новгородский городок Демон, который сдался им, выплатив выкуп в размере 100 рублей. Оттуда они отправились осаждать Новгород.
В августе 1472 года князь Василий Михайлович Удалой первый береговой воевода, участвовал в отражении войск Большой орды хана Ахмата от берегов р. Оки, где принял участие в сражении под Алексином. В 1473 году вновь первый береговой воевода на Оке, против татар.
В 1477-1478 годах вместе со своим отцом участвовал во втором походе великого князя московского на Новгородскую республику (Новгородская земля), в результате чего она была присоединена к московскому великому княжеству. В ноябре 1477 года второй воевода войск левой руки под Новгородом и указано ему занять монастырь на Лисьей горе.
В 1480 году князь Василий Удалой, вместе со старшим сыном и соправителем великого князя — Иваном Молодым и его дядей, князем тарусским Андреем Васильевичем Меньшим, участвовал в отражении Ахмат-хана от берегов реки Угры и вошедшее в историографию, как Стояние на Угре.
В 1482 году Иван III заключил договор со своим двоюродным дядей Михаилом Андреевичем Верейским, внуком Дмитрия Донского, который отказался от своих прав на Белоозеро и был оставлен только пожизненным владельцем своего Верейского удела без права передачи владения своему старшему сыну князю Василию Удалому.

### Опала и бегство в Великое княжество Литовское
В 1483 году князь-воевода Василий Михайлович Удалой попал в опалу, связанного, что у великого князя московского Ивана III 10 октября родился внук Дмитрий Иванович. По этому случаю он «сноху свою (Елену Стефановну, жену Ивана Молодого) дарити сажением первые своей великые княины тферьскые». Однако это «сажение» (драгоценное узорочье-ожерелье) великая княгиня Софья Фоминична передарила своей племяннице Марии Андреевне Палеолог, вышедшей замуж за князя Василия Михайловича Верейского. Разгневанный великий князь приказал отобрать у князя Верейского всё приданое его жены и, кроме того, «хотел его и со княгинею поимати», что побудило князя Василия Удалого вместе с женой Марией срочно бежать в Великое княжество Литовское. Король польский и великий князь литовский Казимир Ягеллончик принял с почестями князя-перебежчика. В октябре этого же года князь Василий Михайлович Удалой получил от Казимира в удельное владение Любеч, Койданово, Воложин, Радошковичи.
После бегства своего сына Василия в Литву, удельный князь Михаил Андреевич Верейский вынужден был заключить в 1484 году новый вассальный договор с великим князем московским, по которому обязался не иметь никаких сношений со своим сыном-перебежчиком и вынужден был завещать свой удел великому князю. В апреле 1486 года после смерти верейского князя Михаила Андреевича, Верейское княжество (Верея и Малоярославец) присоединены к великокняжеским владениям.
В 1493 году великая княгиня София Фоминична выхлопотала князю Василию Михайловичу Верейскому и его жене прощение и разрешение вернуться на родину, но изгнанники почему-то не воспользовались этим. В 1494 году после заключения вечного мира между великим князем московским Иваном III Васильевичем и великим князем литовским Александром Казимировичем, последний обязался Василия Михайловича «не отпущати никуде, и пойдет проч из земли, и его опять не приимати».

## Семья
Князь Василий Удалой был женат на Марии Андреевне Палеологине, дочери титулярного деспота морейского Андрея Палеолога (1453—1502), племяннице Софии Фоминичны Палеологины, второй жены великого князя московского Ивана III Васильевича. Дети:
- Софья Васильевна Верейская (ум. в августе 1549) — жена с 1505 года крупного литовского магната Альбрехта Гаштольда (ум. 1539). После смерти Василия Верейского его единственная дочь Софья унаследовала все его владения, пожалованные Казимиром Ягеллончиком, которые затем перешли её мужу. У Альбрехта Гаштольда и Софьи были дочь София (замужем за татарским князем Барашем) и сын Станислав (ок. 1507 — 18 декабря 1542), последний представитель рода. Его вдова Барбара (урожд. Радзивилл), вышла вторым браком за будущего короля Сигизмунда II Августа из рода Ягеллонов.